# Лівраменту-ду-Брумаду (мікрорегіон)
Лівраменту-ду-Брумаду (порт. Microrregião de Livramento do Brumado) — один із мікрорегіонів бразильського штату Баїя. Складова частина мезорегіону Південно-центральна частина штату Баїя. За даними Бразильського інституту географії і статистики населення становить 94 796 чоловік на 2005 рік. Займає площу 5626,504 км². Густота населення — 16,8 чол./км².

## Склад мікрорегіону
До складу мікрорегіону включені наступні муніципалітети:
1. Дон-Базіліу
2. Лівраменту-ді-Носа-Сеньйора
3. Парамірин
4. Ріу-ду-Пірис
5. Ерику-Кардозу

| Бразилія | Це незавершена стаття з географії Бразилії. Ви можете допомогти проєкту, виправивши або дописавши її. |